# Logical Analysis and History of Philosophy
Logical Analysis and History of Philosophy (im Deutschen auch Philosophiegeschichte und logische Analyse) war eine Fachzeitschrift für Philosophie mit Peer-Review, die einmal jährlich bei Mentis erschien und Beiträge in Englisch und Deutsch veröffentlichte. Die einzelnen Ausgaben wiesen in der Regel einen eigenen thematischen Fokus auf, gemein bleibt ihnen darüber hinaus aber der Anspruch, ein Forum zu bieten für die systematische Rekonstruktion und Interpretation historischer philosophischer Texte durch die Anwendung logischer Analysen im weitesten Sinne.
Seit dem Jahr 2020 wird die Zeitschrift unter dem Titel History of Philosophy & Logical Analysis jährlich zweimal fortgeführt.